# Dol (żupania zagrzebska)
Dol – wieś w Chorwacji, w żupanii zagrzebskiej, w gminie Krašić. W 2011 roku liczyła 174 mieszkańców.